# Steve Carr
Steve Carr (* 1962 in Brooklyn, New York City, New York, Vereinigte Staaten) ist ein US-amerikanischer Filmregisseur und -produzent.

## Leben
Steve Carr studierte an der School of Visual Arts in New York City. Er ist ehemaliger Coverdesigner von Def Jam Recordings. Im Jahr 2000 gab er mit Next Friday seine Regiedebüt. Es folgten weitere Regiearbeiten, die vor allem im Bereich der Filmkomödie angesiedelt sind.

## Filmografie (Auswahl)

### Regisseur
- 2000: Next Friday
- 2001: Dr. Dolittle 2
- 2003: Der Kindergarten Daddy (Daddy Day Care)
- 2005: Volltreffer – Ein Supercoach greift durch (Rebound)
- 2007: Sind wir endlich fertig? (Are We Done Yet?)
- 2007: The Minor Accomplishments of Jackie Woodman (Fernsehserie, 3 Folgen)
- 2009: Der Kaufhaus Cop (Paul Blart: Mall Cop)
- 2009: My Mother’s Red Hat (Video)
- 2009: Tit for Tat (Fernsehserie, 1 Folge)
- 2010: Players (Fernsehserie, 2 Folgen)
- 2010: Held Up (Video)
- 2011: Touch a Tit, Save a Tit (Kurzfilm)
- 2013: Movie 43
- 2016: School Survival – Die schlimmsten Jahre meines Lebens (Middle School: The Worst Years of My Life)
- 2018: Freaky Friday – Voll vertauscht (Freaky Friday)

### Produzent
- 2006: Santa Baby
- 2007: Sind wir endlich fertig? (Are We Done Yet?)
- 2007: Joseph Henry (Kurzfilm)
- 2007: Mama’s Boy

## Auszeichnungen
Goldene Himbeere 2014
- Goldene Himbeere in der Kategorie Schlechtester Film mit Elizabeth Banks, Steven Brill, Rusty Cundieff, James Duffy, Griffin Dunne, Peter Farrelly, Patrik Forsberg, Will Graham und James Gunn